# Gravale
Gravale är ett berg i republiken Irland.   Det ligger i grevskapet Wicklow och provinsen Leinster, i den östra delen av landet, 24 km söder om huvudstaden Dublin. Toppen på Gravale är 716 meter över havet, eller 123 meter över den omgivande terrängen. Bredden vid basen är 3,2 km. Gravale ingår i Wicklowbergen.
Terrängen runt Gravale är huvudsakligen lite kuperad.Runt Gravale är det glesbefolkat, med 9 invånare per kvadratkilometer. Närmaste större samhälle är Tallaght, 18,1 km norr om Gravale. I omgivningarna runt Gravale växer i huvudsak blandskog.